# Kurt Müller
Kurt Müller (n. 4 aprilie 1934, Kriens⁠(d), cantonul Lucerna, Elveția) este un trăgător de tir ce a reprezentat Elveția, medaliat olimpic. A participat la 3 ediții ale Jocurilor Olimpice (1960, 1964, 1968) în care a câștigat o medalie de bronz.